# 중앙초등학교 (부산)
중앙초등학교(中央初等學校)는 대한민국 부산광역시 동구 초량동에 있었던 공립 초등학교이다
아간다 야구의 선두였고. 부끄럽지않은 
대한이었다,  중앙중앙 야!

## 연혁
- 1925년 4월 1일 부산제3공립심상소학교로 개교
- 1941년 4월 1일 부산제3공립국민학교로 변경
- 1946년 5월 13일 부산중앙공립국민학교로 변경(24학급)
- 1996년 3월 1일 중앙초등학교로 개칭
- 2003년 12월 5일 새암도서관 개관
- 2008년 2월 29일 폐교 및 동일초등학교와 동일중앙초등학교로 통합

## 폐교 이후
폐교 이후, 중앙초등학교 부지에 경남여자중학교가 이전하였다.